# Henri Dubois
Henri Dubois (Bruxelles, 26 febbraio 1882 – Bruxelles, 27 agosto 1966) è stato un ciclista su strada belga, professionista dal 1902 al 1910.

## Carriera
Vinse la Parigi-Spa nel 1908, e la Bruxelles-Spa nel 1909, che risultano essere i suoi unici successi fra i professionisti. Fu inoltre terzo 
alla Liegi-Bastogne-Liegi del 1908.

## Palmarès

### Strada
- 1908

Parigi-Spa
- 1909

Bruxelles-Spa

## Piazzamenti

### Classiche monumento
- Parigi-Roubaix

1908: ritirato 
- Liegi-Bastogne-Liegi

1908: 3°
1909: 11°